# Rhizopulvinaria dianthi
Rhizopulvinaria dianthi är en insektsart som först beskrevs av Bodenheimer 1943.  Rhizopulvinaria dianthi ingår i släktet Rhizopulvinaria och familjen skålsköldlöss. Inga underarter finns listade i Catalogue of Life.